# ファンフェスタ2010

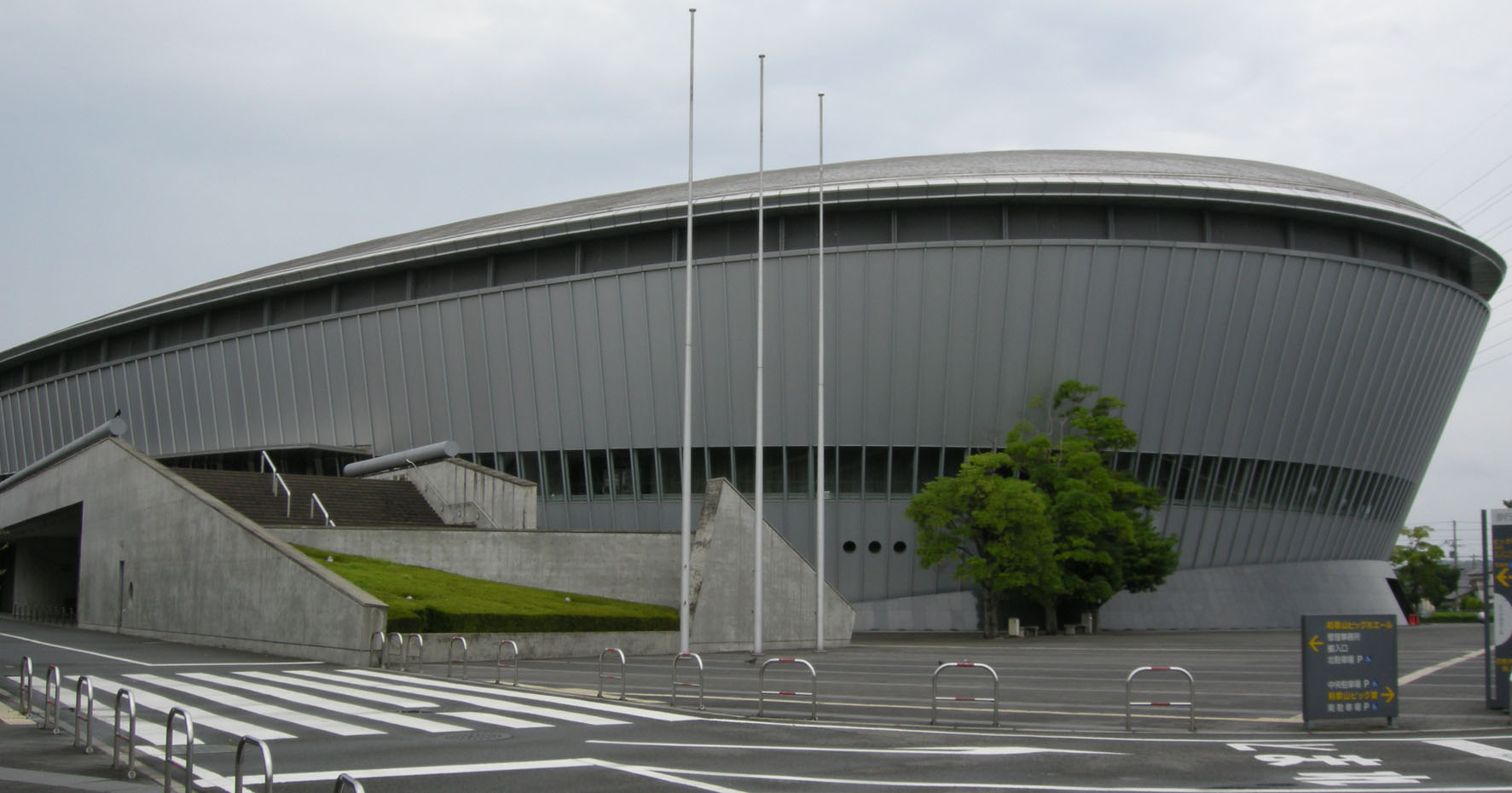
コブクロ「ファンフェスタ2010」が行われた和歌山ビッグホエール

ファンフェスタ2010は、2010年4月29日に和歌山ビッグホエールで開催されたコブクロのライブ。
毎年和歌山市内で開催される恒例ライブで、今回で通算9回目。

## セットリスト
1. Layla（デレク・アンド・ザ・ドミノスのカバー）
2. Rising
3. 東京の冬
4. 待夢磨心
5. 新しい場所
6. 光の誓いが聴こえた日
7. 朝顔
8. もうひとつの土曜日（浜田省吾のカバー）
9. いつまでも変わらぬ愛を（織田哲郎のカバー）
10. 蕾
11. 風見鶏
12. 同じ窓から見てた空
13. 運命船サラバ号出発（ザ・コブラツイスターズのカバー）
14. Pierrot
15. そしてまた恋をする
16. 潮騒ドライブ

アンコール
1. 君への主題歌（新曲）
2. DOOR